# Joan Plaza
Pour les articles homonymes, voir Plaza.
Joan Plaza, né le 26 décembre 1963 à Barcelone en Espagne, est un entraîneur espagnol de basket-ball.

## Biographie
En juin 2018, Plaza est limogé de son poste à l'Unicaja Málaga.
Plaza devient entraîneur du Zénith Saint-Pétersbourg en décembre 2018. En février 2020, il est limogé de son poste d'entraîneur et remplacé peu après par Xavier Pascual,.
Le 30 novembre 2020, il signe au Real Betis pour le reste de la saison avec la suivante en option.

## Clubs successifs
- 1995-1996 :  CB Tarragona
- 1996-1999 :  Joventut Badalona (équipe junior)
- 1999-2000 :  Joventut Badalona EBA Team
- 2000-2005 :  Joventut Badalona (entraîneur adjoint)
- 2005-2006 :  Real Madrid (entraîneur adjoint)
- 2006-2009 :  Real Madrid
- 2009-2012 :  CDB Séville
- 2012-2013 :  Žalgiris Kaunas
- 2013-2018 :  Unicaja Málaga
- 2018-2020 :  Zénith Saint-Pétersbourg
- 2020-2021 :  Real Betis
- 2023-2024 :  AEK Athènes

## Palmarès

### Club
compétitions internationales 
- Vainqueur de la Coupe ULEB 2007

 compétitions nationales 
- Champion d'Espagne 2007

### Distinctions personnelles
- Entraîneur de l'année en Liga ACB pour la saison 2006-2007
- Entraîneur de l'année de la Coupe ULEB 2006-2007